# Bonaventure Chailland
Bonaventure Chailland est un juriste français.
C'est un ancien procureur du roi en la maîtrise de Rennes. Il est l'auteur d'un Dictionnaire raisonné des eaux et forêts.

## Publications
- Dictionnaire raisonné des eaux et forêts, tome premier ; composé des anciennes et nouvelles ordonnances ; des édits, déclarations et arrêts du Conseil rendus en interprétation de l'ordonnance de 1669, des coutumes... tome second ; contenant les édits, déclarations... pour servir de suite au Dictionnaire raisonné des eaux et forêts depuis 1663, jusqu'en 1768. P., Ganeau et Kapen, 1769.

Ce livre comprend une table des articles, des matières et des arrêts classés par ordre chronologique de 1636 à 1768, et tout ce qui appartient à la police générale établie pour les ordonnances et règlements, et aussi des principes et décisions sur toutes les difficultés qui peuvent naître entre particuliers, au sujet de la propriété et de l'usage des eaux et forêts. Pour Jacques Joseph Baudrillart, "C'est un véritable recueil chronologique dont le dictionnaire sert de table et de commentaire. Nous avons suivi l'exemple de cet auteur en séparant dans des volumes différents l'analyse des règlements, du texte même. C'est la seule bonne méthode qu'on puisse employer dans les ouvrages de jurisprudence..." (Jacques Joseph Baudrillart, Traité général des eaux et forêts... Recueil chronologique, p. XIII).